# Батьківство (фільм, 1989)
«Батьківство» (англ. Parenthood) — американський сімейний комедійно-драматичний фільм 1989 року режисера Рона Говарда. У ролях Стів Мартін, Том Галс, Рік Мораніс, Марта Плімптон, Кіану Рівз, Джейсон Робардс, Мері Стінберген та Даян Віст.

## Синопсис
Четверо братів і сестер Бакманів намагаються виховувати своїх дітей — кожен у власному стилі — і справлятися з радощами і печалями, які приносить цей процес.

## Акторський склад
| Актор             | Роль            |
| ----------------- | --------------- |
| Стів Мартін       | Ґіл Бакман      |
| Мері Стінберген   | Карен Бакман    |
| Даян Віст         | Хелен Бакман    |
| Джейсон Робардс   | Френк Бакман    |
| Том Галс          | Ларрі Бакман    |
| Марта Плімптон    | Джулі Лампкін   |
| Рік Мораніс       | Нейтан          |
| Кіану Рівз        | Тод Хіґґінс     |
| Гарлі Джейн Козак | Сьюзан          |
| Денніс Дуган      | Девід Бродський |
| Хоакін Фенікс     | Гаррі Лампкін   |
| Елісон Портер     | Тейлор          |
| Клінт Говард      | Лу              |
| Ренс Говард       | Дін             |

## Відгуки
На агрегаторі рецензій Rotten Tomatoes фільм має рейтинг 92% на основі 60 рецензій із середньою оцінкою 7,50/10. Критичний консенсус на сайті звучить так: «Підкріплений чудовим акторським складом, “Батьківство” — це кумедний і продуманий погляд на найкращі та найгірші моменти сімейного життя, який викликає широкий резонанс». На Metacritic стрічка отримала оцінку 82 на основі 17 рецензій.
Глядачі, опитані CinemaScore, поставили фільму середню оцінку «А» за шкалою від A+ до F.

## Телевізійні адаптації
Фільм був двічі адаптований для телебачення:

## Нагороди і номінації
- Фільм був номінований Американським інститутом кіномистецтва на премію «100 найсмішніших фільмів за 100 років».[11]

| Нагорода                               | Категорія                                                               | Номінант(и)                             | Результат | Пос.          |
| -------------------------------------- | ----------------------------------------------------------------------- | --------------------------------------- | --------- | ------------- |
| Греммі                                 | Найкраща пісня, написана для візуальних медіа                           | "I Love To See You Smile", Ренді Ньюман | Номінація | [ 12 ]        |
| Золотий глобус                         | Найкраща чоловіча роль — комедія або мюзикл                             | Стів Мартін                             | Номінація | [ 13 ]        |
| Золотий глобус                         | Найкраща жіноча роль другого плану — кінофільм                          | Даян Віст                               | Номінація | [ 13 ]        |
| Золотий глобус                         | Найкраща пісня до фільму                                                | "I Love To See You Smile", Ренді Ньюман | Номінація | [ 13 ]        |
| Оскар                                  | Найкраща жіноча роль другого плану                                      | Даян Віст                               | Номінація | [ 14 ]        |
| Оскар                                  | Найкраща пісню до фільму                                                | "I Love To See You Smile", Ренді Ньюман | Номінація | [ 14 ]        |
| American Comedy Awards                 | Найсмішніший актор у кіно (головна роль)                                | Стів Мартін                             | Номінація | [ 15 ] [ 16 ] |
| American Comedy Awards                 | Найсмішніший актор другого плану в кіно                                 | Рік Мораніс                             | Перемога  | [ 15 ] [ 16 ] |
| American Comedy Awards                 | Найсмішніша акторка другого плану в кіно                                | Даян Віст                               | Номінація | [ 15 ] [ 16 ] |
| Artios Awards                          | Видатні досягнення в кастингу повнометражних художніх фільмів — комедія | Джейн Дженкінс та Джанет Хіршенсон      | Перемога  | [ 17 ]        |
| ASCAP Film and Television Music Awards | Найкасовіші фільми                                                      | Ренді Ньюман                            | Перемога  |               |
| Tokyo International Film Festival      | Tokyo Grand Prix                                                        | Рон Говард                              | Номінація |               |
| Young Artist Awards                    | Найкращий сімейний фільм – комедія                                      | Найкращий сімейний фільм – комедія      | Перемога  | [ 18 ]        |
| Young Artist Awards                    | Найкраща молода чоловіча роль у кінофільмі                              | Хоакін Фенікс                           | Номінація | [ 18 ]        |
| Young Artist Awards                    | Найкраща молода чоловіча роль другого плану в кіно                      | Джасен Фішер                            | Номінація | [ 18 ]        |
| Young Artist Awards                    | Видатна гра актора віком до 9 років                                     | Закарі Ла Вой                           | Номінація | [ 18 ]        |